# Trădarea occidentală
Trădarea occidentală (sau trădarea Occidentului) este un termen popular folosit în câteva națiuni din Europa Centrală – Polonia, Republica Cehă, Slovacia, România și statele baltice – care se referă la politica externă a câtorva state occidentale în perioada dintre momentul semnării Tratatului de la Versailles din 1919, de-a lungul perioadei celui de-al doilea război mondial până la declanșarea Războiului Rece, perioadă care ar fi fost caracterizată de ipocrizie și trădare. 
"Trădarea" se referă la faptul că Aliații occidentali – în ciuda faptului că erau promotorii democrației și autodeterminării, în ciuda faptului că semnaseră tratate și formaseră alianțe militare în timpul primului război mondial cu națiunile est și central europene, și-au trădat până în cele din urmă aliații prin nerespectarea sus-numitelor tratate. Astfel, Cehoslovacia a fost abandonată în mâinile Germaniei Naziste, iar Polonia a fost lăsată să lupte de una singură cu Germania și Uniunea Sovietică agresoare. După al doilea război mondial, puterile occidentale nu au făcut nimic ca să împiedice procesul prin care aceste state central europene au fost transformate în state marionetă sub controlul ideologic, politic și economic al Uniunii Sovietice și să împiedice înregimentarea sus-numitelor țări în alianța politico-economică și militară a blocului răsăritean. 
Conceptul este încă foarte disputat în rândurile istoricilor, dintre care unii argumentează că Winston Churchill și Franklin Roosevelt nu au avut de ales și au trebuit să accepte pretențiile lui Stalin enunțate la Conferințele de la Teheran și Conferința de la Ialta.

## Diplomația în Europa Centrală în perioada interbelică
Începând cu anul 1919, politica Franței a fost aceea de construire a unui cordon sanitar în Europa Răsăriteană și Centrală, care să-i împiedice pe germani și pe sovietici să-și răspândească ideologiile și influența, care erau comparate metaforic cu niște boli. Zdrobirea Republicii Sovietice Ungare și a lui Béla Kun prin eforturile combinate ale forțelor armatea franceze, române și cehoslovace a fost unul dintre primele exemple al întăriri a acestui cordon sanitar. În 1921, Franța a semnat o alianță defensivă cu Polonia, prin care ambele state se angajau să-și ajute partenerul în cazul în care una dintre părți ar fi fost atacată de o putere europeană. În 1924, Franța a semant o alianță similară cu Cehoslovacia, în 1926 cu România și în 1927 cu Iugoslavia. 
În 1925, Franța a semnat noi tratate cu Polonia și Cehoslovacia, care duceau la creșterea nivelului cooperării militare dintre statele semnatare. În plus, Franța a încercat să transforme Mica Antantă a Cehoslovaciei, României și Iugoslaviei, care era clădită pe temerile față de tendințele revanșarde ale Ungariei, într-o alianță antigermană. În 1921, Polonia și România au semant o alianță militară, care, deși apropia mult Polonia de Mica Antantă, nu transforma țara într-un membru cu drepturi depline. Neînțelegerile dintre Polonia și Cehoslovacia au împiedicat adâncirea procesului de apropiere. 
În ciuda angajamentelor asumate în cadrul Ligii Națiunilor, britanicii nu au dorit să se angajeze în apărarea națiunilor din Europa Centrală și Răsăriteană. În deceniul al treilea al secolului trecut, a devenit clar pentru toată lumea că această atitudine nu se va schimba. În 1925, ministrul de externe britanic, Sir Austen Chamberlain, a declarat public că așa-numitul Coridor Polonez "nu merită oasele nici unui singur grenadier britanic". 
La sfârșitul deceniului al treilea și începutul celui de-al patrulea, a fost stabilit un complex sistem de alianțe al națiunilor europene, în speranța prevenirii unor viitoare războaie cu una dintre puterile considerate potențiale agresoare – Germania și Uniunea Sovietică. În 1935 și mai apoi în 1934, Polonia a semnat un pact de neagresiune cu Uniunea Sovietică valabil pentru 10 ani. În 1932, sovieticii au semnat pacte de neagresiune cu valabilitate de 10 ani cu Finlanda, Estonia și Letonia. În ianuarie 1934, Germania și Polonia au semant la rândul lor un pact de neagresiune valabil pentru 10 ani. În 1935, sovieticii au semnat tratate de alianță cu Franța și Cehoslovacia. 
În noiembrie 1933, prin Paris circulau zvonuri că Franța, Belgia și Polonia luau în considerație posibilitatea declanșării unui "război preventiv" împotriva Germaniei. Istoricul britanic Lewis Bernstein Namier a afirmat mai târziu că o propunere poloneză pentru declanșarea unui război preventiv a fost respinsă de francezi. Totuși, nu s-a descoperit deocamdată nici o dovadă în arhivele franceze, belgiene sau poloneze că a existat o asemenea propunere în 1933.

## Croația
În ultimele zile ale războiului numeroși refugiați din Rusia și Statul Independent Croația, foști colaboratori ai naziștilor, au fugit din fața înaintării Armatei Roșii și a partizanilor lui Josip Broz Tito.
În cadrul Operațiunii Keelhaul, trupele britanice au strâns acești refugiați în Austria, (luptători cazaci, ustași, croați, ruși albi și numeriși membri ai familiilor lor). Cetățenii croați au fost trimiși în Slovenia, unde în multe cazuri au fost victimele unor execuții sumare, precum în masacrul de la Bleiburg. În ceea ce s-a numit „trădarea cazacilor” mulți luptători antisovietici și familiile lor au fost predați sovieticilor la Linz, marea majoritate împărtășind o soartă asemănătoare cu cea a croaților și a ustașilor, fiind executați sumar.

## Cehoslovacia
Termenul "trădarea occidentală" (în limba cehă: Zrada Západu) a fost folosit după Conferința de la München din 1938, când Cehoslovacia a fost forțată să cedeze o parte din teritoriul național (Sudetenland) Germaniei. Politicienii cehi, ale căror interviuri au apărut în ziarele vremii, au folosit de mai multe ori termenul, iar acesta, împreună cu sentimentele asociate, a devenit stereotipuri printre cehi. Termenii Mnichovská zrada (Trădarea de la München) și zrada spojenců (trădarea aliaților) au fost folosite în același timp și cu același înțeles. 
În timpul celui de-al doilea război mondial, propagandiștii cehi din Protectoratul Boemieie și Moraviei, așa precum era Emanuel Moravec, foloseau termenul pentru a justifica colaborarea cu Germania Nazistă. 
În timpul campaniei parlamentare din 1946, Partidul Comunist Cehoslovac a argumentat cu mult succes că nestatornicia istorică a aliaților occidentali trebuia contrabalansată prin relații mai apropiate cu Uniunea Sovietică. 
După ce partidul comunist a ajuns la putere în Cehoslovacia în 1948, tema trădării a fost deseori folosită de propaganda de partid. O asemenea interpretare a istoriei a fost singura permisă din punct de vedere oficial. 
După ce comuniștii au pierdut monopolul puterii în 1989 în urma Revoluției de catifea, folosirea oficială a termenului a încetat, iar istoricii au început să discute asupra evenimentelor care au dus la apariția lui. 
Încercările de adaugare și a altor înțelesuri termenului, în legătura cu incapacitatea sau lipsa de voință a puterilor occidentale pentru scoaterea Cehoslovaciei din blocul răsăritean, nu au fost acceptate de marea masă a cehilor.

## Polonia

### Urmările Primului Război Mondial
După încheierea primului război mondial, Polonia și-a recucerit independența după 123 de ani de divizare. În timp ce puterile occidentale învingătoarea proclamau sprijinul lor pentru Polonia independentă, acțiunile lor practice în această direcție au fost limitate numai la scopul slăbirii influenței Germaniei și Rusiei bolșevice în zonă. Un exemplu al acestei atitudini a fost problema Sileziei. Numeroși politicieni francezi și britanici doreau ca întreaga regiune industrială a Sileziei să rămână a Germaniei, astfel încât aceasta să poată plăti mai ușor reparațiile de război către aliații occidentali. Britanicii nu au dat niciun fel de sprijin Poloniei în timpul răscoalelor din Silezia din 1921. În conformitate cu prevederile Tratatului de la Versailles, trebuia să se organizeze un plebiscit pentru determinarea care zonă din Silezia cu populație mixtă să fie cedată Poloniei și care să rămână în componența Germaniei. În anumite districte din Silezia Supreioară, zonele cu majoritate poloneză au optat în mod normal pentru Polonia, în restul germanii majoritari optând, evident, pentru Germania. După plebiscit, germanii s-au opus predării unei părți a Sileziei către Polonia, argumantând că Tratatul de la Versailles nu specifica posibilitatea divizării Sileziei pe districte, lucru neadevărat de altfel. Interpretarea germană era aceea că majoritatea întregii provincii trebuia să hotărască țară din care urma să facă parte și, ca atare, întreaga Silezie ar fi trebuit să rămână în cadrul Germaniei. Guvernul de la Londra a sprijinit punctul de vedere german. 
În schimb, guvernul de la Paris și armata franceză staționată în Silezia au avut o atitudine pro-poloneză în timpul revoltelor polonezilor din regiune. În anii imediat de după încheierea războiului, politica franceză era aceea de slăbire pe orice cale a Germaniei, și deși francezii nu au apărat cu orice preț granița cerută de polonezi, atitudinea Parisului în problema Sileziei poate fi caracterizată drept pro-poloneză și anti-germană. Practic, doar ultimatumul ferm al francezilor i-a convins pe germani să se retragă din Silezia poloneză în iunie 1921.
În mod oficial, britanicii susțineau că rămânerea Sileziei în cadrul Germaniei ar asigura posibilitatea ca reparațiile de război care trebuiau plătite Franței să se facă mai ușor. Până in 1921, britanicii renunțaseră la cea mai mare parte a pretențiilor față de Germania și făceau presiuni puternice asupra Franței și Belgiei pentru reducerea cât mai mult posibil a pretențiilor lor cu privire la nivelurile reparațiilor de război datorate de germani. Argumentele oficiale britanice în privința reparațiilor vizau influențarea opiniei publice franceze. Adevăratul motiv al atitudinii pro-germane a Londrei era acelă că britanicii considerau că dacă Germania ar fi pierdut prea multe teritorii, fragila Republică de la Weimar ar fi fost slăbită și mai mult, ceea ce ar fi dus la venirea extremiștilor la putere. Britanicii susțineau că poziția lor față de problema sileziană era motivată de dorința de sprijinire a democrației germane. Deși britanicii erau gata să sprijine o interpretare a prevederilor Versaillesului care ar fi încălcat atât spiritul, cât și litera tratatului de pace, și deși polonezii erau enervați de poziția pro-germană a Londrei, este greu de categorisit refuzul britanic de susținere a rebelilor polonezi din Silezia drept trădare. 
În timpul războiului polono-sovietic din 1918 – 1921, politicienii occidentali erau nehotărâți în privința facțiunii pe care ar fi trebut să o sprijine: pe Albi (reprezentanții fostului Imperiu Rus), pe revoluționarii bolșevici sau noile state independente care încercau să-și mărească teritoriul pe seama puterilor care pierduseră războiul. Până în cele din urmă, francezii și britanicii au decis să-i sprijine pe Albi și pe polonezi. Totuși, sprijinul pentru Polonia renăscută a fost limită la cele câteva sute de soldați ai misiunii militare franceze. Mai mult, când în 1920 părea că Polonia urma să fie înfrântă, (ceea ce nu s-a întâmplat până la urmă), diplomații occidentali au insistat pe lângă liderii de la Varșovia să capituleze și să accepte importante concesii teritoriale (linia Curzon). 
În iulie 1920, guvernul englez a anunțat că va livra Poloniei mari cantități de materiale de război rămase după încheierea primei conflagrații mondiale, dar, amenințat de Congresul Sindicatelor Britanice cu greva generală, a stopat exportul sus-numitelor materiale Primul ministru briitanic David Lloyd George nu a fost niciodată un sprijinitor entuziast al polonezilor, politicienii de dreapta, precum Lord Curzon și Winston Churchill, fiind cei care făceau presiunim pentru sprijinirea Varșoviei. Amenințarea cu greva generală a fost un motiv pentru ca Lloyd George să refuze să-și respecte angajamentele. Francezii au fost împiedicați să asigure o aprovizionare corespunzătoare a Poloniei de refuzul docherilor din Danzig (Gdańskul din Polonia de azi) să descarce mărfurile de război destinate Varșoviei. Într-un mod asemănător, eforturile de aprovizionare ale francezilor pe căile terestre au fost stânjenite de refuzul Cehoslovaciei și Germaniei, (care aveau la rândul lor probleme teritoriale cu Polonia), să permită tranzitul de arme și muniții spre Polonia. 
La sfârșitul deceniului al treilea și începutul celui de-al patrulea, a fost realizat un complicat sistem de alianțe care ar fi trebuit să prevină viitoare războaie de agresiune din partea Germaniei sau URSS-ului. Odată cu dezvoltarea nazismului în Germania, acest sistem de alianțe a fost întărit prin semnarea a unei serii de tratate de
"asistență mutuală" între Franța, Regatul Unit și Polonia, (Alianța franco-poloneză și Alianța anglo-poloneză). Aceste înțelegeri statuau că, în caz că una dintre părțile semnatare ar fi fost atacată, celălalt aliat ar fi trebuit ca să procedeze la mobilizarea generală și să acorde "ajutor terestru în maxim două săptămâni" aliatului atacat.

### Până în 1939

#### Diplomația
În anii care au urmat primului război mondial și războiului polono-sovietic, Polonia a semnat mai multe alianțe cu puterile europene. Cele mai importante au fost cea cu Franța (19 februarie 1921) și cu România (3 martie 1921). Alianța cu Franța a fost un factor important de influențare a politicii externe interbelice poloneze și era considerat cea mai importantă garanție a păstrării păcii în Europa Centrală. Doctrina militară poloneză a fost puternic influențată de acestă alianță. 
Odată cu creșterea tensiunilor internaționale, care avea să conducă la declanșarea celui de- al doilea război mondial, toate guvernele au căutat să-și reînnoiască promisiunile bilaterale. În mai 1939, generalul Tadeusz Kasprzycki a semnat cu generalul Maurice Gamelin un protocol secret, (ratificat mai târziu de guvernele francez și polonez), la Alianța militară franco-polonă. Acest protocol asigura că Franța avea să asigure aliatului său răsăritean ajutor militar de îndată ce va fi posibil. În caz de război cu Germania, Franța promitea să declanșeze imediat acțiuni militare terestre și aeriene de mică amploare și să pornească o ofensivă de amploare cu majoritatea forelor sale nu mai târziu de 15 zile de la remiterea declarației de război.
Pe 30 martie 1939, guvernul Regatului Unit și-a luat angajamentul să apere Polonia în eventualitatea unui atac gereman, iar România în cazul altor amenințări. Motivul pentru acordarea de garanții României și Poloniei a fost apariția unor zvonuri cu privire la o iminentă invadarea a României de către germani la sfârșitul lunii martie. Ocuparea de către Germania a zonelor petroliere din România ar fi făcut ineficientă amenințarea cu blocada maritimă britanică, Reichul putând dispune de o sursă majoră de aprovizionare cu combustibil. Din punctul de vedere britanic, era extrem de important să mențină petrolul românesc departe de germani. Garanțiile britanice ar fi trebuit inițial să blocheze orice mișcare de amenințarea a germanilor la adresa României. Polonia a fost adăugată garanțiilor date României ca un tertip care să ascundă adevăratele intenții ale Londrei. Abia în aprilie 1939 a devenit evident că Polonia era principala țintă a germanilor. 
Garanțiile britanice date Poloniei priveau numai independența țării, nu și integritatea teritorială. Istoricul Stephen Borsody afirmă în lucrarea sa "The New Central Europe": 
"Motivele pentru inițierea politicii garanțiilor nu erau nicăieri mai clare decât în memorandumul Foreign Office compus în vara anului 1939, care afirma că este esențial ca Hitler să fie oprit să se extindă către est și să obțină controlul resurselor Europei Centrale și Răsăritene, lucru care i-ar perimite să se întoarcă împotriva occidentului cu o forță copleșitoare"
Scopul principal al politicii externe britanice din 1919 – 1939 a fost acela al prevenirii unui alt război mondial printr-un amestec de "morcov și băț". "Bățul" era în acest caz "garanțiile" din martie 1939, care ar fi trebuit să împiedice Germania să atace România sau Polonia. În același timp, primul ministru Neville Chamberlain și ministrul de externe Lord Halifax sperau să ofere un "morcov" lui Adolf Hitler sub forma altui acord de tip München, care ar fi vizat cedarea Orașului liber Danzig și a Coridorului Polonez Germaniei în schimbul promisiunii lui Hitler că va permite existența unei Polonii independente. 
În aprilie, ministrul polonez de externe, colonelul Józef Beck, s-a întâlnit cu Neville Chamberlain și Lord Halifax. La sfârșitul convorbirilor, a fost semant un tratat de asistență mutuală. Pe 25 august, Pactul de apărare comună polono-britanică a fost semnat ca anexă a alianței polono-franceze. La fel ca în cazul garanțiilor din 30 martie, alianța anglo-poloneză obliga Regatul Unit numai să apere independența Poloniei, nu și integritatea sa teritorială. Alianța era în mod clar îndreptată împotriva unei agresiuni germane. În caz de război, Regatul Unit trebuia să declanșeze ostilitățile cât mai repede posibil, ajutând Polonia pentru început cu raiduri aeriene împotriva industriei de război germane și implicându-se în războiul terestru de îndată ce Corpurile expediționare britanice ajungeau în Franța. În plus, Regatul Unit asigurau acordarea unor credite de război Poloniei și României și aprovizioanrea celor două țări cu armament prin porturile de la Marea Baltică și de la Marea Neagră cel mai devreme la începtul toamnei. 
Până la urmă, s-a dovedit că atât Anglia cât și Franța au avut alte planuri decât îndeplinirea obligațiilor fața de aliatul polonez. Pe 4 mai 1939, s-a ținut o întâlnire la Paris, la care s-a ajuns la concluzia că soarta Poloniei depinde de rezultatul final al războiului, care la rândul lui depindea mai degrabă de capacitatea noastră de a înfrânge Germania, decât sprijinirea Poloniei la început. Guvernul polonez nu a fost încunuoștințat de această decizie și discuțiile anglo-poloneze au continuat la Londra. Un tratat complet de alianță militară a fost gata pentru semnare pe 22 august, dar guvernul britanic a amânat parafarea lui până pe 25 august 1939. 
În același timp aveau loc convorbiri secrete germano-sovietice la Moscova, care au dus la semnarea Pactului Molotov-Ribbentrop pe 22 august. Textul complet al tratatului, inclusiv protocolul secret, care prevedea împărțirea Poloniei și ajutorul militar sovietic pentru germani în caz de război, a fost cunoscut guvernului britanic mulțumită lui Hans von Herwarth, un spion american care lucra în ministerul de externe nazist. Polonezii nu au fost informați de prevederile pactului sovieto-german.

#### Războiul ciudat
Germania a invadat Polonia pe 1 septembrie 1939, iar Franța și Regatul Unit au declarat război Germaniei după ultimatimuri care experisară, pe 3 septembrie. Totuși, toate celelalte prevederi ale garanțiilor de pe 30 martie au fost încălcate. În principal, a fost vorba de lipsa răspunsului militar viguros la agresiunea germană (care nu obliga și la declararea războiului împotriva URSS-ului, pactul numind în mod expres Germania ca potențial agresor.)

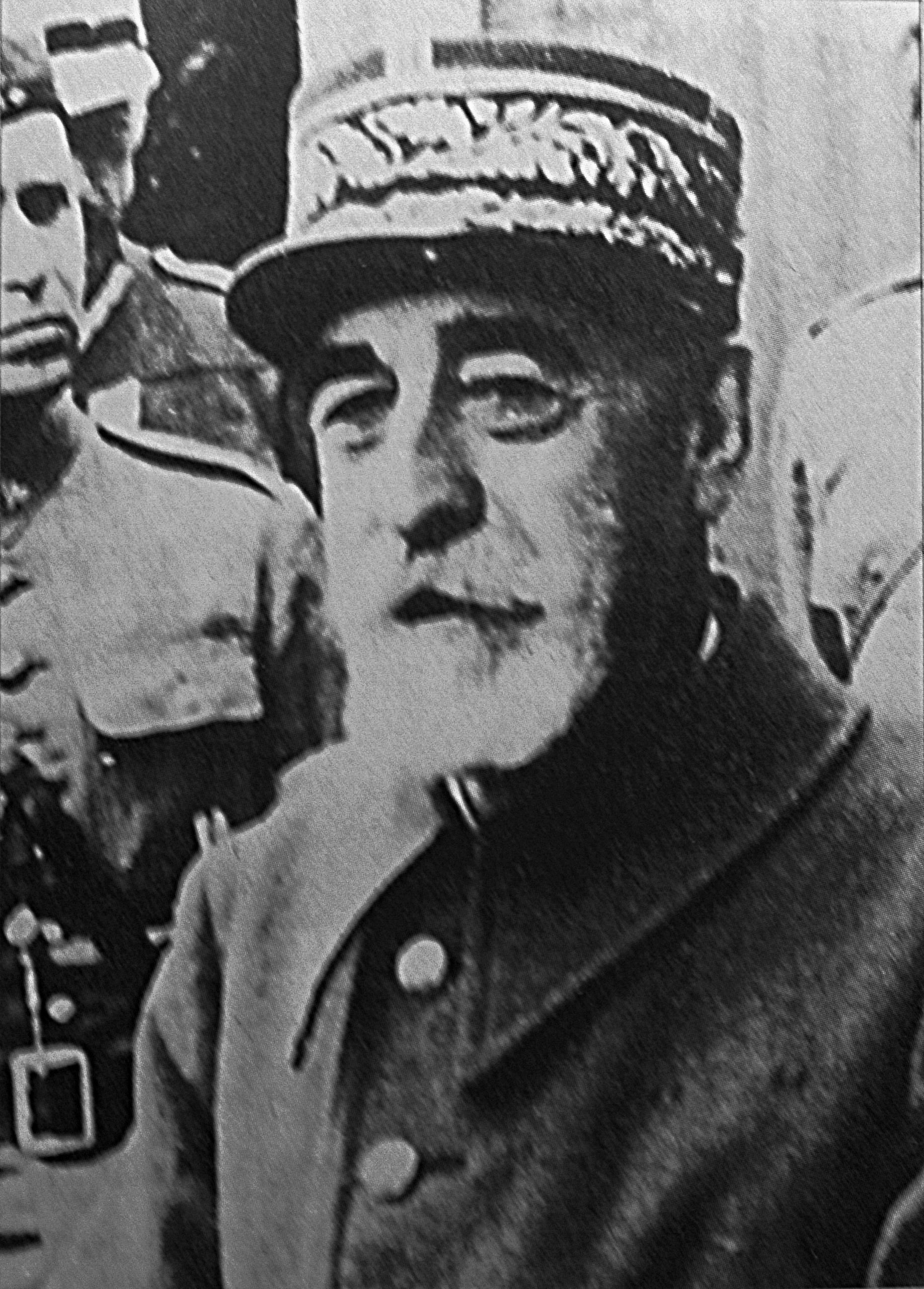
Louis Faury, șeful Misiunii militare franceze în Polonia

În conformitate cu Convenția militară franco-ploneză, armata franceză trebuia să declanșeze pregătirile pentru o ofensivă majoră la trei zile după începerea mobilizări generale. Forțele franceze trebuiau să preia controlul asupra zonei dintre granița franceză și Linia Siegfried și să declanșeze pentru testarea apărării germane. La a 15-a zi după mobilizare, adică pe 16 septembrie, armata franceză ar fi trebuit să declanșeze un atac pe scară largă împotriva Germaniei. Mobilizarea preventivă a fost declanșată în Franța pe 26 august, iar pe 1 septembrie a fost declarată mobilizarea generală. O ofensivă franceză în valea râului Rin (Ofensiva Saar) a fost declanșată pe 7 septembrie. 11 divizii franceze (din cele 102 câte fuseseră mobilizate) au avansat de-a lungul unui front de 32 km lângă Saarbrücken, întâlnind o rezistență slabă germană. Ofensiva franceză nehotărâtă a fost stopată după ce a fost atinsă linia pădurii Warndt, o zonă de aproximativ 8 km² de câmpuri puternic minate. În același timp, Marea Britanie, care promisese să declanșeze raiduri aeriene viguroase împotriva industrei germane de îndată ce va fi posibil, s-a pregătit numai de atacuri aeriene împotriva Kriegsmarine – marinei militare germane. După au avut loc câteva acțiuni în care avioanele britanice de bombardament Vickers Wellington au lansat foi volante de propagandă deasupra orașelor germane, având mare grijă ca pachetele să fie dezlegate inainte de a fi aruncate, ca nu cumva să rănească pe cineva la sol. Pierderile britanice în timpul ofensivei aeriene împotriva Germaniei au fost scăzute: șapte bombardiere au fost doborâte în timpul raidurilor aeriene, iar două avioane Spitfire au fost doborâte de focul propriilor baterii antiaeriene. Pe 11 septembrie, au fost stopate toate raidurile aeriene. 
Atât rapoartele antebelice ale spionajului polonez, cât și mărturiile postbelice ale unor generali naziști, în principal ale lui Wilhelm Keitel și Alfred Jodl, afirmă că pe frontul de vest existau în 1939 echivalentul a aproximativ 20 de divizii germane care trebuiau să facă față celor 90 de divizii franceze. 11 dintre cele 20 de divizii germane de infanterie aveau efectivele incomplete și le lipsea armamentul greu, în timp ce restul de 9 divizii erau în special trupe de linia a doua, batalioane de intendență și de grăniceri. În mod similar, cele mai multe avioane militare și cele mai multe unități de blindate erau în Polonia, în timp ce linia Siegfried era apărată de extrem de puțin oameni. Știind toate aceste lucruri, comandanții aliați se așteptau ca ofensiva franceză să străpungă rapid liniile inamice și să forțeze OKW-ul (Statul major) să transfere o mare parte a forțelor care luptau în Polonia înapoi în Germania, la frontiera de vest. Această manevră ar fi silit Germania să lupte pe două fronturi, sau să caute pacea. 
Asaltul francez a fost executat de cam 40 de divizii, din care una de blindate, trei de infanterie mecanizată, 78 de reginente de artilerie și 40 de batalione de tancuri. Toate forțele necesare au fost mobilizate în prima săptămână din septembrie. Pe 12 septembrie, Consiliul suprem de război anglo-francez s-a întâlnit pentru prima oară la Abbeville, în Franța. S-a decis ca toate acțiunile ofensive să fie oprite de îndată. Până în acel moment, diviziile franceze avansase cam 8 km pe un front de 24 km din Saarland. Maurice Gamelin a dat ordin trupelor sale să se oprească nu mai aproape de un kilometru de pozițiile germane de-a lungul liniei Siegfried. Polonia nu a fost anunțată de această decizie. În schimb, Gamelin l-a informat pe mareșalul Edward Rydz-Śmigły că jumate din diviziile aliate erau în contact cu inamicul, iar înaintarea franceză a forțată Wehrmachtul să retragă cel puțin șase divizii de pe frontul polonez. În ziua următoare, comandantul Misiunii militare franceze din Polonia, generalul Louis Faury, l-a informat pe șeful Marelui Stat Major, generalul Wacław Stachiewicz, că ofensiva majoră planificată pe frontul de vest trebuie amânată de pe 17 pe 20 septembrie. În același timp, diviziile franceze primeau ordin să se retragă în fortificațiile de pe Linia Maginot. Începuse Războiul ciudat. 
Atitudinea aliaților față de Polonia în 1939 a fost și este subiect de dispută printre istorici până în ziua de azi. Unii historici afirmă că dacă doar Franța ar fi declanșat ofensiva convenită în tratatele de alianță, ar fi fost capabilă să străpungă Linia Siegfried care nu era încă terminată și să forțeze Germania să lupte într-un costisitor război pe două fronturi, o poziție din care este aproape imposibil să ieși învingător. Alți istorici afirmă că Franța  și Regatul Unit promiseseră mai mult decât erau în stare să facă – în mod special în cazul în care ar fi fost siliți să declare război și Uniunii Sovietice pentru violarea teritoriului Poloniei pe 17 septembrie 1939, așa cum declaraseră război Germaniei pe 3 septembrie – și că armata franceză era superioară celei germane numai din punct de vederea numeric. Armatei franceze îi lipsea o adevărată doctrină ofensivă, scheme de mobilizare realiste și spiritul de luptă necesar să atace Germania. De asemenea, în timp ce cea mai mare parte a Luftwaffe era angajată în Polonia, nici forțele aeriene franceze, nici Royal Air Force nu s-au angajat în operațiuni importante împotriva țintelor germane, în afară de lansarea de manifeste. 
Deși germanii au insistat ca sovieticii să atace încă de pe 3 septembrie, URSS-ul a așteptat până pe 17 septembrie, când a fost sigură că Polonia nu mai poate câștiga războiul și că aliații ei nu sunt dispuși să se implice serios în conflict. 
Problema polonezilor era rezultatul angajamentelor franco-britanice exagerate. Deși Franța a declarat imediat război, mobilizarea nu a fost completă până la începutul lui octombrie, în acel timp Polonia fiind deja învinsă. În Regatul Unit, unde mobilizarea a fost mai rapidă, numai 1 din 40 de bărbați au fost chemați sub arme, față de 1 din 10 în Franța și 1 din 20 în Polonia, astfel fiind deplasate pe front numai o forță insuficientă pentru atac. Prezumția "nu s-a făcut tot ce se putea face" nu ține seama de faptul că aliații occidentali, la fel ca și Polonia, erau prost echipați ca să lupte cu Germania, chiar și în condițiile în care grosul forțelor acesteia din urmă era angajat în est. După război, generalul Alfred Jodl  afirma că Germania a supraviețuit în 1939 "doar pentru că aproximativ 110 divizii franco-britanice din vest, care în timpul campaniei din Polonia aveau în față numai 25 de divizii germane, au rămas complet inactive."
Trebuie să se recunoască că, deși Polonia a rezistat cinci săptămâni, trei săptămâni mai mult decât planul inițial, nu a primit niciun ajutor notabil din partea aliaților săi, Regatul Unit și Franța. 
De asemenea, mai trebuie amintit că Polonia nu a capitulat niciodată, nici în fața Germaniei Naziste, nici în fața Uniunii Sovietice. Acordul asupra "răspunsului terestru în două săptămâni" nu s-a materializat niciodată, iar Polonia s-a prăbușit în fața atacurilor conjugate germano-sovietice. Nu este clar dacă francezii și britanicii aveau sau nu capacitatea să declanșeze o ofensivă încununată de succes la granița franco-germană. Faptul important este că ei au făcut o promisiune guvernului polonez, promisiune pe care nu au onorat-o.

#### Urmări
După încetarea ostilităților, propaganda germană a încercat să câștige încrederea polonezilor și să-și asigure colaborarea lor prin sublinierea faptului că Polonia a fost abandonată de aliații ei și că singura putere care putea asigura ordinea și prosperitatea țării înfrânte ar fi fost Reichul German. 
Propaganda sovietică a folosit argumente asemănătoare cu cele naziste până în 1989. Astfel, din punct de vedere oficial, în toate țările blocului răsăritean se afirma că Polonia a fost trădată de aliații occidentali, iar singurul aliat pe care se putea baza Varșovia era Kremlinul.

### Deceniul al cincelea

#### Carta Atlanticului
La scurtă vreme după ce al treilea Reich a invadat Uniunea Sovietică în cadrul Operațiunii Barbarossa, guvernul polonez în exil a semnat un pact cu Stalin. Deși polonezii doreau o declarație prin care toate pactele semnate de URSS cu naziștii să fie declarate nule și neavenite, Stalin a refuzat să ia în considerație orice aluzie la faptul că sovieticii au ocupat niște teritorii poloneze ca urmare a înțelegerilor din Pactul Molotov-Ribbentrop. Britanicii au făcut presiuni asupra polonezilor să renunțe la asemenea pretenții, de vreme ce, afirma Churchill: "Nu putem forța noul nostru aliat [sovietic] grav amenințat să abandoneze, chiar și numai doar pe hârtie, regiuni de la frontiera sa pe care le considera de generații vitale pentru securitatea lui." Guvernul polonez refugiat la Londra a fost de acord cu această cerință britanică  numai după ce englezii au acceptat să declare în scris că toate înțelegerile care modificau granițele interbelice ale Poloniei erau nule și neavenite. Înțelegera sovieto-poloneză a fost semnat pe 30 iulie 1941, iar Anthony Eden a adus în aceiași zi în mod oficial la cunoștința Camerei Comunelor semnarea documentului mai sus menționat. Ca răspuns la interpelarea unui deputat cu privire la angajamentele britanice, Eden a declarat că: "Schimbul de note pe care tocmai l-am citit în fața Camerei nu implică nicio garantare a frontierelor de către guvernul Maiestății Sale."
Polonezii au avut un mai mare succes în obținerea acordului sovietic pentru crearea Armatei poloneze din est. Asfel, s-a obținut acordului sovietic pentru eliberarea cetățenilor sovietici internați în lagărele Gulagului. În ciuda multor dificultăți făcute de autoritățile sovietice, mulți polonezi au fost eliberați și li s-a permis să se înroleze în noua armată poloneză constituită în mod oficial pe 12 august 1941. Totuși, trupele au fost retrase în Orientul Mijlociu în martie 1942. Stalin a revocat amnistia și în iunie 1942 a ordonat arestarea diplomaților polonezi din Uniunea Sovietică. 
Între timp, pe 24 septembrie 1941, Polonia și Uniunea Sovietică au semant Carta Atlanticului. Prin acest act, părțile semnatare erau de acord cu principiul conform căruia nicio schimbare teritorială nu avea să fie făcută decât în acord cu dorinele exprimate în mod liber de către popoarele interesate. O asemenea formulare a fost considerată de guvernul în exil ca o garanție a stabilității granițeler interbelice, deși acceptau că mai trebuiau făcute anumite concedii. 
În decembrie 1941, la o conferință ținută la Moscova între înalții responsabili politici englezi și sovietici, Stalin a propus ca granițele apusene ale  viitorului stat polonez  să urmeze cursul [[Linia Oder-Neisse|Liniei Oder – Neisse. Pe 11 martie 1942, Winston Churchill i-a adus la cunoștința primului ministru polonez Władysław Sikorski că granițele țărilor baltice și ale României erau garantate, lucru care nu era cazul și în cazul granițelor poloneze. 

#### Katynul și constrângerile sovietice
Încă de la începuturile discuțiilor polono-sovietice din 1941, guvernul Poloniei a cerut relații despre aproxiativ 20.000 de ofițeri polonezi dispăruți în Uniunea Sovietică. Stalin a susținut de fiecare dată când a fost întrebat că aceștia ori  trebuie să fi fugit în Mongolia ori sunt pe undeva prin Rusia, care este o țară mare și este ușor să te rătăcești aici. În aprilie 1943, agențiile de știri germane au raportat descoperirea unor gropi comune ale soldaților polonezi la Katyn. Guvernul polonez a cerut autorităților sovietice să examineze cazul și în același timp a cerut Crucii Roșii Internaționale să verifice alegațiile germane. 
Pe 24 aprilie 1943, Sikorski s-a întâlnit cu Eden și a cerut în mod imperativ ajutorul aliaților pentru eliberarea prizonierilor polonezi din Gulagurile sovietice. De asemenea, prim-ministrul polonez a refuzat să răspundă pozitiv cererii sovietice pentru retragerea plâgerii depuse la Crucea Roșie. Anthony Eden a refuzat să implice guvernul britanic în această problemă foarte delicată, iar Uniunea Sovietică a rupt relatiile diplomatice cu guvernul polonez în exil, argumentând că acest guvern face jocul Germaniei Naziste. În ciuda tuturor cererilor de ajutor al polonezilor, Statele Unite și Regatul Unit au decis să nu facă presiuni asupra sovieticilor. 
După ce inaintarea germană a fost oprită pe frontul de răsărit, Polonia și-a pierdut însemnătatea ca principal aliat est-european. Creșterea importanței aliatului sovietic în ochii americanilor și englezilor a devenit evidentă după înfrângerea germanilor în bătălia de la Stalingrad. Între 12 și 19 martie, Anthony Eden a căzut de acord cu Franklin Delano Roosevelt ca Linia Curzon să devină baza pentru viitoarea frontieră estică poloneză postbelică.

#### Teheran
În noiembrie 1943, cei trei mari (URSS, SUA și Regatul Unit) s-au întâlnit în cadrul Conferinței de la Teheran. Atât Roosevelt cât și Churchill căzuseră de acord în mod oficial ca granița răsăriteană a Poloniei postbelică să urmeze cu aproximație Linia Curzon. Guvernul polonez nu fusese anunțat de această decizie. Singura declarație dată presei a fost: Așteptăm ziua în care toate națiunile lumii vor trăi în pace, libere de tiranie, în conformitate cu nevoile și conștiința lor națională. Pierderea "teritoriilor răsăritene", adică aproximatin 48% din teritoriul Poloniei interbelice, a fost considerată de polonezi rezultatul unei alte "trădări a aliaților occidentali". 
Cei mai mulți istorici sunt de acord că Churchill și Roosevelt i-au spus lui Stalin că vor rezolva problema granițelor prin discuții cu polonezii, numai că cei doi nu și-au informat niciodată cu sinceritate aliații polonezi asupra hotărârilor luate ce cei trei mari. Când primul ministru polonez a vizitat Moscova, el era convins că urmează să discute problema frontierelor, care erau încă subiect de dispută, pe când Stalin credea că această problemă fusese deja rezolvată de aliații occidentali. Această neînțelegere a fost principalul motiv al eșecului misiunii primului  ministru polonez la Moscova. 

#### Insurecția din Varșovia
Din momentul formării guvernului polonez în exil cu sediul la Paris și mai apoi la Londra, comandanții militari polonezi și-au concentrat atenția asupra efortului de pregătire a unei insurecții naționale antigermane. În final, planurile pentru Operațiunea Furtuna au fost gata și, pe 1 august 1944, a izbucnit Insurecția din Varșovia. Luptele au fost purtate de Armia Krajowa – Armata Teritorială în Varșovia, pentru eliberarea orașului de ocupanții naziști. 
În ciuda faptului că avioanele poloneze, iar mai târziu ale RAF, au executat misiuni deasupra Varșoviei pentru parașutarea de provizii începând cu 4 august, Forțele Aeriene ale Statelor Unite – USAF nu au participat la aceste operațiuni. Aliații au cerut în mod oficial pe 20 august permisiunea sovieticilor pentru folosirea aerodromurilor Armatei Roșii aflate în apropierea Varșoviei, dar au fost refuzați de Stalin pe 22 august. (Stalin a numit insurgenții o mână de criminali). După ce Stalin s-a opus cererilor aliaților occidentali, Churchill i-a telegrafiat lui Roosevelt pe 25 august și i-a propus să trimită avioane și să-l sfideze pe liderul sovietic și să vedem ce se întâmplă. Roosevelt a răspuns o zi mai târziu că Eu nu consider că este avantajos pentru perspectivele pe termen lung ale războiul general ca eu să mă alătur vouă în acțiunea propusă în mesajul către Unchiul Joe . 
Diferiți istorici, printre care Norman Davies în una din ultimele sale lucrări, Rising '44: The Battle for Warsaw, au afirmat că, nu doar că guvernelele britanic și american nu au făcut aproape nimic pentru ajutorarea insurgenților polonezi, dar nici nu au exercitat nicio presiune asupra lui Stalin ca Armata Roșie să sprijine lupta polonezilor.

#### Ialta
În 1945, granițele Poloniei au fost redesenate în conformitate cu deciziile luate la Conferința de la Teheran din 1943, luând în considerație numai satisfacerea intereselor sovietice. Guvernul polonez nu a fost invitat să participe nici măcar la discuțiile care  priveau viitorul Poloniei și nu a fost informat asupra deciziilor care s-au luat la Ialta. Reprezentanții polonezi și-au prezentat argumentele cu privire la granițele postbelice ale țării la Conferința de la Potsdam, unde cererile polonezilor pentru ocuparea unor teritorii care făcuseră parte până la război din Germania au fost acceptate. Teritoriile estice ale Poloniei, pe care Uniunea Sovietică le ocupase în 1939, cu excepția zonei orașului Białystok, au fost anexate de URSS odată pentru totdeauna, iar majoritatea locuitorilor de etnie poloneză au fost alungați. În zilele noastre, aceste foste teritorii poloneze sunt parte a Belarusului, Ucrainei și Lituaniei. Baza legală a acestei decizii a fost rezultatul "referendumului" din noiembrie 1939, ale cărui rezultate au fost falsificate grosolan, în cadrul căruia "copleșitoarea majoritate" a celor care au votat și-au exprimat dorința ca teritoriile locuite de ei dă fie încorporate în RSS Belarusă și RSS Ucraineană. În compensație, Polonia a primit teritoriile germane de la est de Linia Oder-Neisse, așa numitele teritorii redobândite: jumătatea sudică a Prusiei Răsăritene, Pomerania și Silezia. Populația germană din aceste teritorii a fost expulzată, iar în zonă au fost colonizați polonezi expulzați la rândul lor din teritoriile cedate URSS-ului.  Această mișcare amplă a populațiilor germană și poloneză s-au adăugat altor mișcări ale populațiilor pentru a forma cea mai mare migrație umană din timpurile moderne. Stalin a dat ordine ca luptătorii rezistenței poloneze să fie încarcerați sau deportați în lagărele siberiene ale Gulagului. 
Mulți polonezi cred că liderii occidentali au încercat să-i forțeze pe cei polonezi să accepte condițiile lui Stalin. Aceștia consideră că este vorba de o "trădare", care este doar o parte a unei trădări mai largi care a  "permis" ca Polonia să cadă în sfera de influență sovietică. 
Ceea ce aliații occidentali au sacrificat în cazul Poloniei și a altor țări est și central europene este încă subiect de discuție. Anumiți istorici afirmă că granițele Poloniei au fost modificate de mult prea multe ori de-a lugul istoriei țării, iar, în privința democrației, în țară nu s-au mai ținut alegeri libere începând din 1926 de-a lungul întregului deceniu al patrulea, în care timp represiunea politică a fost în creștere sub guvernarea autoritaristă Sanacja. Pe de altă parte, guvernul polonez în exil era format în întregime din membrii opoziției democratice interbelice, și toate partidele politice ale statului secret polonez au subliniat necesitatea urmării tuturor tradițiilor democratice ale constituției din martie 1921, nu ale constituției autoritariste din aprilie 1935. 
În mai 2005, președintele Statelor Unite ale Americii, George W. Bush, a recunoscut că dominația sovietică asupra Europei Centrale și Răsăritene a fost "una dintre cele mai mari greșeli ale istoriei" și a admis că Statele Unite au jucat un rol major în divizarea continentului și că Conferința de la Ialta "a urmat tradiția nedreaptă a pactelor Molotov-Ribbentrop și de la München.  (...) încă odată, atunci când guvernele puternice au negociat, libertatea micilor națiuni a fost jertfită" . De fapt, în cazul negociatorului șef american de la Ialta, Alger Hiss, s-a descoperit mai târziu că ar fi lucrat în secret pentru sovietici.

#### Urmări
Primul ministru al guvernului polonez în exil, Władysław Sikorski, a murit într-un accident aviatic deasupra Gibraltarului în iulie 1943. El era cel mai prestigios lider al exilului polonez, iar moartea lui a fost o lovitură puternică dată cauzei poloneze și a fost un eveniment care i-a convenit lui Stalin. În anumite privințe, moartea lui Sikordki a fost și în avantajul aliaților occidentali, care ajunseseră să considere problema poloneză o piedică în calea eforturilor de păstrare a unor bune relații cu Stalin. 
Astfel de considerente au dus la bănuiala că moartea lui Sikorski nu a fost accidentală. Unii istorici au speculat pe seama faptului că moartea ar fi fost rezultatul unei conspirații sovietice, britanice, sau chiar poloneze. O asemenea presupunere nu a fost demonstrată până acum, iar faptul că principalii promotori ai ideii asasinării lui Sikorski sunt istoricii revizioniști David Irving și Rolf Hochhuth a făcut ca lumea academică să nu ia în serios versiunea asasinatului. 
Pe de altă parte mai ar trebui spus că, până în zilele noastre, doar foarte puține documente ale spionajului britanic, care au legătură cu moartea lui Sikorski, au fost declasificate și oferite spre cercetare istoricilor. Marea majoritate a documentelor au fost secretizate pentru alte "50 la 100 de ani." Ar mai trebui spus că aceasta nu este o procedură neobișnuită în cazul documentelor oficiale secrete britanice. 
În noiembrie 1944, în ciuda neîncrederii în sovietici, noul prim-ministru polonez al guvernului din exil, Stanisław Mikołajczyk, a demisionat pentru a se întoarce în Polonia și a prelua o funcție oficială în guvernul Poloniei noi, guvern format sub auspiciile autorităților sovietice de ocupație. Numeroși polonezi din exil s-au opus acțiunii sale, considerând ca acel guvern era doar o fațadă pentru înlocuirea în Polonia a puterii democratice cu cea comunistă, o apreciere care s-a dovedit corectă în timp. După ce a pierdut alegerile, care mai târziu s-a aflat că au fost fraudate, Mikołajczyk a părăsit din nou Polonia în 1947.
Între timp, guvernul în exil a continuat să existe, dar Statele Unite și Regatul Unit au încetat să-l mai recunoască pe 6 iulie 1945 drept reprezentant de drept al Poloniei. Forțele armate poloneze din străinătate au fost demobilizate în 1945, și cei mai mulți dintre membrii ei s-au stabilit în alte țări decât Polonia comunizată. Reprezentanții guvernului în exil au trebuit să părăsească ambasada din Portland Place, dar au rămas în posesia reședinței private din 43 Eaton Place a președintelui. Guvernul în exil a rămas doar un simbol al rezistenței continui în fața ocupației străine a Poloniei, dar și depozitarul unor extrem de importante arhive ale Poloniei precomuniste. 
Niciun reprezentant al armatei poloneze, niciun veteran al Bătăliei aeriene pentru Anglia, sau al bătăliei de la Monte Cassino, nu a fost invitat la Parada Victoriei de la Londra din 1946. S-a considerat că polonezii ar fi trebuit să participe la Parada Victoriei de la Moscova. S-a mai considerat că la Parada Victoriei de la Londra ar fi trebuit să participe doar națiunile Imperiului Britanic și ale Commonwealthului. 

## Rusia
În ultimele zile ale războiului, un mare număr de refugiați din Rusia și Statul Independent Croația, foști colaboratori ai naziștilor, au fugit  din fața înaintării Armatei Roșii și a partizanilor lui Josip Broz Tito.
În cadrul Operațiunii Keelhaul, trupele britanice au strâns acești refugiați în Austria, (luptători cazaci, ustași, croați și ruși albi și numeriși membri ai familiilor lor). 
Cetățenii sovietici, dar și ruși care emigraseră din Imperiul Țarist mai înainte de Revoluția din Octombrie, sau care se născuseră în străinătate și nu fuseseră niciodată cetățeni ruși sau sovietici, au fost predați autorităților militare ale URSS-ului din Sectorul sovietic de ocupație a Germaniei. În multe cazuri, astfel de persoane au fost executate fără judecată, restul fiind deportați în lagărele Siberiei.  

## Spania
Un sentiment al trădării a apărut  printre sprijinitorii celei de-a doua republică spaniolă. În timpul războiului civil spaniol, țările democratice au adoptat politica neutralității, în loc să sprijine guvernul liber ales al Spaniei republicane. În schimb, rebelii naționaliști au fost sprijiniți fățiș de Germania Nazistă și Italia Fascistă. 
În cel mai bun caz, familii din Franța, Belgia și Regatul Unit au adăpostit copii refugiați din Spania, iar mai mulți voluntari, în special membri sau simpatizanți ai partidelor de stânga, s-au înscris în Brigăzile Internaționale. Numai Uniunea Sovietică a oferit sprijin militar Republicii Spaniole. 
În plus, mai trebuie amintit tratamentul dur aplicat soldaților republicani refugiați în Franța, aici ei fiind închiși în lagăre cu nimic deosebite de lagărele de concentrare. 
În al doilea război mondial, mulți dintre foștii soldați republicani s-au alăturat Rezistenței Franceze și Forțelor Franței Libere. Acești luptători spanioli pentru eliberarea Frantei au sperat ca, după victoria aliată, să urmeze intervenția în Spania Franchistă. La sfârșitul războiului mondial, Aliații s-au mulțumit să lase Spania Franchistă să trăiască in izolare autarhică.
Admiterea Spaniei în ONU și vizita președintelui american Dwight D. Eisenhower în Spania au făcut să dispară orice speranțe ale republicanilor într-o intervenție occidentală pentru îndepărtarea lui Franco. 

### Teritoriul Memel
Teritoriul Memel a fost separat de Prusia Răsăriteană germană în 1920 și a fost pus sub administrație franceză. Zona a fost cucerită de Ordinul Teutonic în evul mediu, și a aparținut Prusiei pentru cel puțin 500 de ani. Germanii erau majoritari în Memel, în care aproximativ doar un sfert din populație de declara de etnie lituaniană. 
În 1923, forțele lituaniene au ocupat zona în timpul a ceea ce a fost numit revolta din Klaipeda. Forțele franceze au opus o rezistență simbolică și au părăsit zona. Comunitatea internațională a recunoscut anexarea regiunii Klaipeda de către Lituania. Numeroși germani au considerat că Franța i-a trădat când nu a apărat zona militar sau diplomatic, dar și că Republica de la Weimar a trădat în egală măsură, atunci când a fost de acord în 1928 cu anexarea regiunii de către lituanieni.

## Iugoslavia
La Conferința de la Teheran din noiembrie 1943, Aliații au luat decizia să înceteze sprijinul acordat cetnicilor regaliști și să ajute în schimb Armata Națională pentru Eliberare a Iugoslaviei de orientare comunistă , aflată sub conducerea lui Josip Broz Tito.
Occidentul, (în principal Regatul Unit) au sprijinit monarhia iugoslavă, permițand regelui exilat să se stabilească la Londra și oferind asistență cetnicilor prin parașutări de materiale de către RAF și Special Operations Executive, dar numai până în anul 1943.
Simpatizanții cetnicilor afirmă că, dacă aliații și-ar fi menținut sprijinul pentru cauza lor și nu i-ar fi trădat, familia Karageorgeovici s-ar fi putut reistala pe tronul Iugoslaviei, iar țara ar fi fost scutită de suferințele perioadei comuniste. Controversele asupra acestui punct de vedere continuă, contraargumentele criticilor cetnicilor amintit de faptul că Aliații nu au avut o altă alegere decât să-i sprijine pe partizanii comuniști, de timp ce regliștii au început să colaboreze cu autoritățile militare ale Axei.